# Sabine Everts
Sabine Everts, född den 4 mars 1961 i Düsseldorf, Tyskland, är en västtysk friidrottare inom mångkamp.
Hon tog OS-brons i sjukamp vid friidrottstävlingarna 1984 i Los Angeles. 